# Deutsche Meisterschaften im Biathlon 2019
Die Deutschen Meisterschaften im Biathlon 2019 fanden vom 6. bis 8. September im Hohenzollern Skistadion am Großen Arber im Gemeindegebiet von Bayerisch Eisenstein und vom 12. bis 15. September in der Chiemgau Arena in Ruhpolding statt.
Ausländische Athleten nutzen die Deutschen Meisterschaften in der Vorbereitung auf die Weltcupsaison des Winters zum internationalen Leistungsvergleich. Diese Athleten starten jedoch außer Konkurrenz und werden deshalb in der Wertung der Deutschen Meisterschaften – auch bei Langlauf- und Staffelwettkämpfen – nicht berücksichtigt.

## Zeitplan
| Datum                | Männer | Männer               | Frauen | Frauen                |
| -------------------- | ------ | -------------------- | ------ | --------------------- |
| Bayerisch Eisenstein |        |                      |        |                       |
| 6. September (Fr.)   |        | Training             |        | Training              |
| 7. September (Sa.)   |        | Sprint (10 km)       |        | Sprint (7,5 km)       |
| 8. September (So.)   |        | Verfolgung (12,5 km) |        | Verfolgung (10 km)    |
| Ruhpolding           |        |                      |        |                       |
| 12. September (Do.)  |        | Training             |        | Training              |
| 13. September (Fr.)  |        | Speziallanglauf      |        | Speziallanglauf       |
| 14. September (Sa.)  |        | Massenstart (15 km)  |        | Massenstart (12,5 km) |
| 15. September (So.)  |        | Staffel (3 × 7,5 km) |        | Staffel (3 × 6 km)    |

## Ergebnisse

### Frauen

#### Sprint (7,5 km)
| Platz | Sportlerin           | Verein                        | Landesverband       | Schießfehler | Zeit    | Rückstand |
| ----- | -------------------- | ----------------------------- | ------------------- | ------------ | ------- | --------- |
| 1     | Denise Herrmann      | WSC Erzgebirge Oberwiesenthal | Sachsen             | 0 1          | 19:14,6 |           |
| 2     | Karolin Horchler     | WSV Clausthal-Zellerfeld      | Niedersachsen       | 0 0          | 19:37,8 | 23,2      |
| 3     | Marion Deigentesch   | SV Oberteisendorf             | Bayern              | 0 0          | 20:07,0 | 52,4      |
| 3     | Janina Hettich       | SC Schönwald                  | Baden-Württemberg   | 0 0          | 20:07,0 | 52,4      |
| 5     | Juliane Frühwirt     | SV Motor Tambach-Dietharz     | Thüringen           | 0 0          | 20:09,9 | 55,3      |
| 6     | Franziska Hildebrand | WSV Clausthal-Zellerfeld      | Niedersachsen       | 1 0          | 20:10,9 | 56,3      |
| 7     | Vanessa Hinz         | SC Schliersee                 | Bayern              | 0 1          | 20:21,9 | 1:07,3    |
| 8     | Maren Hammerschmidt  | SK Winterberg                 | Nordrhein-Westfalen | 0 1          | 20:22,7 | 1:08,1    |

#### Verfolgung (10 km)
| Platz | Sportlerin           | Verein                        | Landesverband       | Schießfehler | Zeit    | Rückstand |
| ----- | -------------------- | ----------------------------- | ------------------- | ------------ | ------- | --------- |
| 1     | Karolin Horchler     | WSV Clausthal-Zellerfeld      | Niedersachsen       | 0 0 0 0      | 29:03,8 |           |
| 2     | Denise Herrmann      | WSC Erzgebirge Oberwiesenthal | Sachsen             | 0 0 2 3      | 29:19,9 | 16,1      |
| 3     | Vanessa Hinz         | SC Schliersee                 | Bayern              | 0 2 0 0      | 29:40,9 | 37,1      |
| 4     | Franziska Hildebrand | WSV Clausthal-Zellerfeld      | Niedersachsen       | 2 0 0 1      | 30:05,5 | 1:01,7    |
| 5     | Juliane Frühwirt     | SV Motor Tambach-Dietharz     | Thüringen           | 0 0 1 0      | 30:08,5 | 1:04,7    |
| 6     | Anna Weidel          | WSV Kiefersfelden             | Bayern              | 0 0 0 1      | 30:26,0 | 1:22,2    |
| 7     | Janina Hettich       | SC Schönwald                  | Baden-Württemberg   | 2 0 2 0      | 31:10,0 | 2:06,2    |
| 8     | Maren Hammerschmidt  | SK Winterberg                 | Nordrhein-Westfalen | 1 1 1 0      | 31:10,2 | 2:06,4    |

#### Langlauf (6,7 km)
| Platz | Sportlerin           | Verein                        | Landesverband       | Schießfehler | Zeit    | Rückstand |
| ----- | -------------------- | ----------------------------- | ------------------- | ------------ | ------- | --------- |
| 1     | Denise Herrmann      | WSC Erzgebirge Oberwiesenthal | Sachsen             |              | 15:39,9 |           |
| 2     | Vanessa Hinz         | SC Schliersee                 | Bayern              |              | 16:37,1 | 57,2      |
| 3     | Franziska Hildebrand | WSV Clausthal-Zellerfeld      | Niedersachsen       |              | 16:45,2 | 1:05,3    |
| 4     | Maren Hammerschmidt  | SK Winterberg                 | Nordrhein-Westfalen |              | 17:05,0 | 1:20,6    |
| 5     | Nadine Horchler      | SC Willingen                  | Hessen              |              | 17:05,2 | 1:25,3    |
| 6     | Karolin Horchler     | WSV Clausthal-Zellerfeld      | Niedersachsen       |              | 17:07,9 | 1:28,0    |
| 7     | Juliane Frühwirt     | SV Motor Tambach-Dietharz     | Thüringen           |              | 17:15,4 | 1:35,5    |

#### Massenstart (12,5 km)
| Platz | Sportlerin           | Verein                        | Landesverband     | Schießfehler | Zeit    | Rückstand |
| ----- | -------------------- | ----------------------------- | ----------------- | ------------ | ------- | --------- |
| 1     | Denise Herrmann      | WSC Erzgebirge Oberwiesenthal | Sachsen           | 2 0 0 1      | 34:47,2 |           |
| 2     | Karolin Horchler     | WSV Clausthal-Zellerfeld      | Niedersachsen     | 0 1 1 0      | 36:25,3 | 1:38,1    |
| 3     | Franziska Hildebrand | WSV Clausthal-Zellerfeld      | Niedersachsen     | 1 1 0 1      | 36:31,6 | 1:44,4    |
| 4     | Anna Weidel          | WSV Kiefersfelden             | Bayern            | 0 2 2 0      | 37:17,0 | 2:29,8    |
| 5     | Janina Hettich       | SC Schönwald                  | Baden-Württemberg | 1 0 1 1      | 37:39,8 | 2:52,6    |
| 6     | Vanessa Hinz         | SC Schliersee                 | Bayern            | 2 2 0 2      | 37:55,7 | 3:08,5    |
| 7     | Nadine Horchler      | SC Willingen                  | Hessen            | 2 0 1 1      | 38:11,0 | 3:23,8    |

#### Staffel (3 × 7,5 km)
| Platz | Staffel / Sportler   | Verein                    | Landesverband       | Schießfehler | Zeit    |
| ----- | -------------------- | ------------------------- | ------------------- | ------------ | ------- |
| 1     | Bayern 1             |                           |                     |              | 53:20,8 |
|       | Anna Weidel          | WSV Kiefersfelden         | Bayern              | 0 0          | 16:41,3 |
|       | Vanessa Hinz         | SC Schliersee             | Bayern              | 1 0          | 17:30,5 |
|       | Marion Deigentesch   | SV Oberteisendorf         | Bayern              | 1 0          | 19:09,0 |
| 2     | Bayern 2             |                           |                     |              | 54:35,7 |
|       | Jessica Lange        | SC Ruhpolding             | Bayern              | 0 0          | 17:52,4 |
|       | Stefanie Scherer     | SC Wall                   | Bayern              | 0 0          | 18:54,6 |
|       | Elisabeth Schmidt    | WSV Warmensteinach        | Bayern              | 0 1          | 17:57,7 |
| 3     | Thüringen 1          |                           |                     |              | 54:40,0 |
|       | Vanessa Voigt        | WSV Rotterode             | Thüringen           | 0 0          | 17:26,3 |
|       | Juliane Frühwirt     | SV Motor Tambach-Dietharz | Thüringen           | 0 1          | 18:11,9 |
|       | Marie Heinrich       | Großbreitenbacher SV      | Thüringen           | 0 3          | 19:01,8 |
| 4     | Bayern 3             |                           |                     |              | 54:57,0 |
|       | Franziska Pfnür      | SK Ramsau                 | Bayern              | 0 0          | 17:19,2 |
|       | Lisa Spark           | SC Traunstein             | Bayern              | 0 0          | 17:55,5 |
|       | Linda Artinger       | SC Bodenmais              | Bayern              | 0 1          | 19:42,3 |
| 5     | Niedersachsen        |                           |                     |              | 56:18,2 |
|       | Franziska Hildebrand | WSV Clausthal-Zellerfeld  | Niedersachsen       | 0 1          | 17:54,1 |
|       | Merle Leuner         | SC Buntenbock             | Niedersachsen       | 1 1          | 21:00,5 |
|       | Karolin Horchler     | WSV Clausthal-Zellerfeld  | Niedersachsen       | 0 0          | 17:23,6 |
| 6     | Hessen               |                           |                     |              | 56:27,5 |
|       | Nadine Horchler      | SC Willingen              | Hessen              | 0 0          | 16:49,8 |
|       | Marie Zeutschel      | SC Willingen              | Hessen              | 0 0          | 18:22,6 |
|       | Hannah Möller        | SC Willingen              | Hessen              | 0 3          | 21:15,1 |
| 7     | Baden-Württemberg    |                           |                     |              | 56:45,1 |
|       | Janina Hettich       | SC Schönwald              | Baden-Württemberg   | 0 2          | 18:03,3 |
|       | Mareike Braun        | DAV Ulm                   | Baden-Württemberg   | 0 2          | 19:54,7 |
|       | Sabrina Braun        | DAV Ulm                   | Baden-Württemberg   | 0 0          | 18:47,1 |
| 8     | Nordrhein-Westfalen  |                           |                     |              | 57:30,2 |
|       | Maren Hammerschmidt  | SK Winterberg             | Nordrhein-Westfalen | 0 0          | 16:54,4 |
|       | Jana Fiedler         | SK Winterberg             | Nordrhein-Westfalen | 0 1          | 20:16,8 |
|       | Jessica Schreiber    | VfL Bad Berleburg         | Nordrhein-Westfalen | 0 1          | 20:19,0 |

### Männer

#### Sprint (10 km)
| Platz | Sportlerin         | Verein                   | Landesverband     | Schießfehler | Zeit    | Rückstand |
| ----- | ------------------ | ------------------------ | ----------------- | ------------ | ------- | --------- |
| 1     | Simon Schempp      | SZ Uhingen               | Baden-Württemberg | 1 0          | 25:00,2 |           |
| 2     | Johannes Kühn      | WSV Reit im Winkl        | Bayern            | 0 2          | 25:18,5 | 18,3      |
| 3     | Benedikt Doll      | SZ Breitnau              | Baden-Württemberg | 1 1          | 25:21,2 | 21,0      |
| 4     | Matthias Dorfer    | SV Marzoll               | Bayern            | 1 0          | 25:29,2 | 29,0      |
| 5     | Justus Strelow     | SG Stahl Schmiedeberg    | Sachsen           | 0 0          | 25:31,6 | 31,4      |
| 6     | Lucas Fratzscher   | WSV Oberhof              | Thüringen         | 1 0          | 25:35,1 | 34,9      |
| 7     | Danilo Riethmüller | WSV Clausthal-Zellerfeld | Niedersachsen     | 1 0          | 25:41,1 | 40,9      |
| 8     | Philipp Nawrath    | SK Nesselwang            | Bayern            | 1 1          | 25:42,8 | 42,6      |
| 9     | Arnd Peiffer       | WSV Clausthal-Zellerfeld | Niedersachsen     | 1 1          | 25:51,3 | 51,1      |

#### Verfolgung (12,5 km)
| Platz | Sportlerin       | Verein                | Landesverband     | Schießfehler | Zeit    | Rückstand |
| ----- | ---------------- | --------------------- | ----------------- | ------------ | ------- | --------- |
| 1     | Simon Schempp    | SZ Uhingen            | Baden-Württemberg | 1 0 1 1      | 30:17,6 |           |
| 2     | Johannes Kühn    | WSV Reit im Winkl     | Bayern            | 1 0 2 1      | 30:33,7 | 16,1      |
| 3     | Philipp Horn     | SV Frankenhain        | Thüringen         | 1 0 1 0      | 30:40,6 | 23,0      |
| 4     | Lucas Fratzscher | WSV Oberhof           | Thüringen         | 0 1 0 1      | 30:41,5 | 23,9      |
| 5     | Justus Strelow   | SG Stahl Schmiedeberg | Sachsen           | 0 0 2 0      | 30:48,7 | 31,1      |
| 6     | Benedikt Doll    | SZ Breitnau           | Baden-Württemberg | 1 0 1 2      | 30:51,1 | 33,5      |
| 7     | Philipp Nawrath  | SK Nesselwang         | Bayern            | 0 0 2 2      | 31:06,4 | 48,8      |
| 8     | Matthias Dorfer  | SV Marzoll            | Bayern            | 0 2 0 2      | 31:29,3 | 1:11,7    |

#### Langlauf (10,4 km)
| Platz | Sportlerin         | Verein                   | Landesverband     | Schießfehler | Zeit    | Rückstand |
| ----- | ------------------ | ------------------------ | ----------------- | ------------ | ------- | --------- |
| 1     | Philipp Nawrath    | SK Nesselwang            | Bayern            |              | 22:11,8 |           |
| 2     | Philipp Horn       | SV Frankenhain           | Thüringen         |              | 22:22,4 | 10,6      |
| 3     | Florian Hollandt   | SWV Goldlauter e. V.     | Thüringen         |              | 22:23,3 | 11,5      |
| 4     | Johannes Kühn      | WSV Reit im Winkl        | Bayern            |              | 22:24,3 | 12,5      |
| 5     | Andreas Katz       | SV Baiersbronn           | Baden-Württemberg |              | 22:24,4 | 12,6      |
| 6     | Danilo Riethmüller | WSV Clausthal-Zellerfeld | Niedersachsen     |              | 22:28,1 | 16,3      |
| 7     | Dominic Schmuck    | SC Schleching            | Bayern            |              | 22:41,7 | 29,9      |
| 8     | Johannes Donhauser | SC Ruhpolding            | Bayern            |              | 22:49,5 | 37,7      |
| 9     | Simon Schempp      | SZ Uhingen               | Baden-Württemberg |              | 22:51,5 | 39,7      |

#### Massenstart (15 km)
| Platz | Sportlerin      | Verein                   | Landesverband     | Schießfehler | Zeit    | Rückstand |
| ----- | --------------- | ------------------------ | ----------------- | ------------ | ------- | --------- |
| 1     | Simon Schempp   | SZ Uhingen               | Baden-Württemberg | 0 0 2 0      | 36:22,6 |           |
| 2     | Matthias Dorfer | SV Marzoll               | Bayern            | 0 0 2 0      | 36:32,0 | 9,4       |
| 3     | Johannes Kühn   | WSV Reit im Winkl        | Bayern            | 2 0 1 1      | 36:45,0 | 22,4      |
| 4     | Philipp Horn    | SV Frankenhain           | Thüringen         | 1 0 1 2      | 36:47,4 | 24,8      |
| 5     | Arnd Peiffer    | WSV Clausthal-Zellerfeld | Niedersachsen     | 1 0 2 1      | 36:48,1 | 25,5      |
| 6     | Philipp Nawrath | SK Nesselwang            | Bayern            | 1 1 1 1      | 37:14,3 | 51,7      |
| 7     | Benedikt Doll   | SZ Breitnau              | Baden-Württemberg | 0 1 2 2      | 37:21,7 | 59,1      |

#### Staffel (3 × 7,5 km)
| Platz | Staffel / Sportler  | Verein               | Landesverband     | Schießfehler | Zeit    |
| ----- | ------------------- | -------------------- | ----------------- | ------------ | ------- |
| 1     | Thüringen 1         |                      |                   |              | 52:10,6 |
|       | Erik Lesser         | SV Frankenhain       | Thüringen         | 0 0          | 17:25,0 |
|       | Lucas Fratzscher    | WSV Oberhof          | Thüringen         | 0 0          | 17:32,5 |
|       | Philipp Horn        | SV Frankenhain       | Thüringen         | 0 0          | 17:13,1 |
| 2     | Bayern 1            |                      |                   |              | 52:27,3 |
|       | Philipp Nawrath     | SK Nesselwang        | Bayern            | 0 0          | 17:16,0 |
|       | Johannes Kühn       | WSV Reit im Winkl    | Bayern            | 0 1          | 17:37,0 |
|       | Matthias Dorfer     | SV Marzoll           | Bayern            | 0 0          | 17:34,3 |
| 3     | Bayern 2            |                      |                   |              | 54:14,4 |
|       | Marco Groß          | SC Ruhpolding        | Bayern            | 0 0          | 17:42,8 |
|       | Dominic Schmuck     | SC Schleching        | Bayern            | 0 1          | 18:43,6 |
|       | Johannes Donhauser  | SC Ruhpolding        | Bayern            | 0 0          | 17:48,0 |
| 4     | Baden-Württemberg 1 |                      |                   |              | 54:29,0 |
|       | Roman Rees          | SV Schauinsland      | Baden-Württemberg | 0 0          | 17:48,9 |
|       | Benedikt Doll       | SZ Breitnau          | Baden-Württemberg | 1 1          | 19:05,5 |
|       | Simon Schempp       | SZ Uhingen           | Baden-Württemberg | 0 0          | 17:34,6 |
| 5     | Thüringen 2         |                      |                   |              | 55:17,7 |
|       | Florian Hollandt    | SWV Goldlauter e. V. | Thüringen         | 0 0          | 18:04,6 |
|       | Erik Weick          | SV Frankenhain       | Thüringen         | 0 0          | 18:21,6 |
|       | Julian Hollandt     | SWV Goldlauter e. V. | Thüringen         | 0 0          | 18:51,5 |
| 6     | Bayern 4            |                      |                   |              | 56:08,8 |
|       | Simon Groß          | SC Ruhpolding        | Bayern            | 0 0          | 18:10,6 |
|       | Marcus Schweinberg  | SC Füssen            | Bayern            | 0 0          | 18:51,7 |
|       | Lucas Lechner       | SC Ruhpolding        | Bayern            | 0 0          | 19:06,5 |

## Ergebnislisten
- Sprint Frauen
- Sprint Männer
- Verfolgung Frauen
- Verfolgung Männer
- Speziallanglauf Frauen
- Speziallanglauf Männer
- Massenstart Frauen
- Massenstart Männer
- Staffel Frauen
- Staffel Männer